# Марки, Александр Луи
Алекса́ндр Луи Марки́ (фр. Alexandre Louis Marquis; 1777, Дрё — 1828, Руан) — французский ботаник.
Окончил коллеж в Дрё, медик по образованию. В 1811 году занял место профессора в Руанском ботаническом саду, в 1813 году был избран в Руанскую академию, где в дальнейшем занимал различные руководящие посты (в частности, секретарь Отделения наук в 1822—1827 гг.).
Марки был одним из наиболее активных пропагандистов наследия Карла Линнея во Франции, выпустив, в частности, в 1817 году брошюру «Похвала Линнею» (фр. Éloge de Linné), основанную на вводной части читаемого им курса ботанической систематики. В продолжение линнеевского учения была написана и наиболее заметная работа Марки «Фрагменты Философии ботаники» (фр. Fragments de Philosophie botanique; 1821), во многом посвящённая полемике с конкурировавшей концепцией Антуана Жюсье. Среди других сочинений Марки — брошюра «Заметка о дубе-часовне в Алувиле» (фр. Notice sur le chêne-chapelle d'Allouville; 1822), с гравюрами Ланглуа по собственным зарисовкам Марки.